# John Stockwell
John Stockwell (25 de marzo de 1961) es un actor, director, modelo y productor cinematográfico estadounidense, popular por sus papeles de Dennis Guilder en la película Christine (1983) y Cougar en Top Gun (1986). Entre sus créditos como director destacan las películas Into the Blue de  2005 y Turistas de 2006.

## Filmografía
- So Fine (1981)
- Christine (1983)
- Quarterback Princess (1983) (TV)
- Eddie and the Cruisers (1983)
- Losin' It (1983)
- North and South (miniserie) (1985)
- City Limits (1985)
- My Science Project (1985)
- Radioactive Dreams (1985)
- Dangerously Close (1986)
- Top Gun (1986)
- Under Cover (1987)
- Born to Ride (1991)
- Nixon (1995)
- I Shot a Man in Vegas (1995)
- Aurora: Operation Intercept (1995)
- Breast Men (1997)
- Legal Deceit (1997)
- Stag (1997)
- The Nurse (1997)
- Cheaters (2000)
- Crazy/Beautiful (2001)
- Blue Crush (2002)
- Into the Blue (2005)
- Turistas (2006)
- Middle of Nowhere (2008)
- Heart (2009)
- Cat Run (2011)
- Dark Tide (2012)
- Seal Team 6: The Raid on Osama Bin Laden (2012)
- In the Blood (2014)
- Kid Cannabis (2014)
- Cat Run 2 (2014)
- Kickboxer: Vengeance (2016)
- Countdown (2016)
- Temple (2016)